# Artesanías de Guerrero
Algunas artesanías del estado mexicano de Guerrero, como la cerámica y la cestería, se han mantenido casi intactas desde el periodo prehispánico, mientras que otras han pasado por cambios significativos en cuanto a su técnica y diseño desde el periodo colonial. Hoy, la mayoría de la producción se encuentra a la venta en centros de turismo como Acapulco, Zihuatanejo y Taxco, donde influye la evolución moderna de la artesanía. Las tradiciones artesanales incluyen la pintura en corteza de amate, las lacas de olinalá y la platería de Taxco.

## Historia

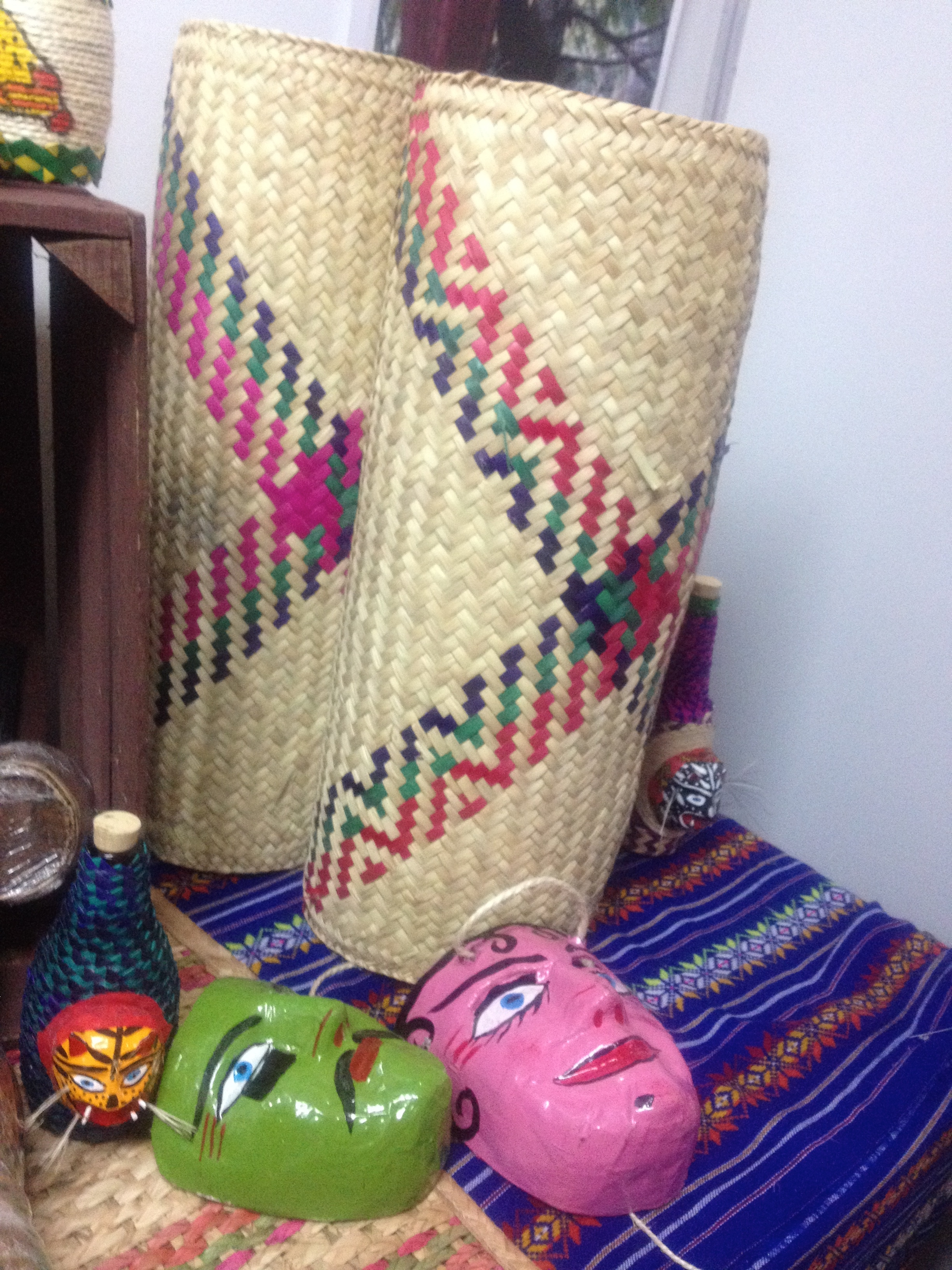
Petates del estado de Guerrero en venta en una feria en Ciudad de México

La evidencia de arte y la producción de artesanías en el estado se remonta alrededor del año 300 a. C., con la primera influencia olmeca. En el siglo séptimo, la gente de Mezcala se estableció en la región, introduciendo la escultura y la cerámica de piedra, del patrimonio de Teotihuacán. Los aztecas conquistaron gran parte de la región, con un poco de producción artesanal, convirtiendo artículos de tributo importantes, por ejemplo, el oro trabajado por piezas para la nobleza y los sacerdotes. Después de la conquista española del Imperio azteca, las técnicas europeas, diseños y materiales fueron introducidos, cambiando drásticamente la manera en la que se crearon una serie de productos y algunos productos indígenas desaparecieron por completo.
Muchas de las artesanías del periodo colonial como la fronda de palma, el metal y la cestería continúa presente en la actualidad, manteniéndose a flote en gran medida por turismo. En 1988 el estado estableció una agencia para preservar la cultura de Guerrero, incluyendo sus artesanías.

## Visión general
Las artesanías del Estado reflejan su situación socioeconómica. La tradición artesanal es importante no sólo culturalmente, sino también porque proporciona gran parte de los ingresos del Estado, especialmente en las pequeñas y aisladas comunidades indígenas, las cuales dependen de ellas para la mayor parte o la totalidad de sus ingresos. Por esta razón, las artesanías de Guerrero reflejan de gran manera su naturaleza indígena, aunque la influencia europea e incluso asiática se puede ver reflejada en su estética y técnica.
La producción artesanal moderna en las últimas décadas ha sido fuertemente influenciada por las ventas en tres principales centros turísticos del estado, Acapulco, Zihuatanejo y Taxco. El principal mercado de artesanías dentro del estado se encuentra en Acapulco, este es tanto de productos fabricados en Guerrero como en otras partes del país. Si bien hay lugares que venden mercancías de alta calidad, la mayoría son de baja calidad, especialmente aquellas hechas de conchas marinas. Debido a la mezcla de influencias culturales del pasado y del presente, algunas artesanías, como la cerámica, muestran una amplia gama de estilos y motivos decorativos.

## Tipos de artesanía

### Pinturas
Una de las artesanías mejor conocidas del estado es la pintura de imágenes en papel amate, hecho en comunidades nahuas como Ameyaltepec, Maxela, Xalitla y San Agustín de las Flores. Una razón para su prominencia es que es muy popular con los turistas y de igual manera con artesanos cuando las pinturas proporcionan ingresos más altos que cerámica.
Aunque es más colorido, las pinturas se basan en los diseños de sepia de cierta cerámica tradicional, que a su vez tiene su raíz en códigos prehispánicos. Sin embargo, debido a que es un nuevo arte, sigue evolucionando. Inicialmente, los motivos eran de animales y plantas, pero después comenzaron a aparecer figuras humanas, las cuales fueron colocadas en escenas y paisajes. El papel amate no es producido en el estado de Guerrero, sino en el estado de Puebla, en particular, en San Pablito en la región de la Sierra Norte.
Las pinturas se han convertido en una característica de la tradición artesanal del estado. Pintores se han encargado de crear murales, tanto en México como en el extranjero y varios han tomado el trabajo a la lona, sin embargo, aún se venden principalmente en los mercados turísticos.

### Lacas
Otro producto importante son las lacas, las cuales forman parte de una fuerte tradición Mesoamericana. La mayoría son producidas en Olinalá, Acapetlahuaya y Temascalcingo. El trabajo de la laca se remonta al periodo prehispánico, cuándo se solía usar para conservar y decorar objetos de madera, calabazas y más. Actualmente sobrevive casi intacto, con pequeños cambios en motivos decorativos desde el periodo colonial al tiempo moderno. Hasta que recientemente, la mayoría de los elementos de madera eran hechos de una especie llamada lináloe, sin embargo la explotación la ha hecho escasa y cara.
Mientras históricamente el aceite de semilla de chía y una sustancia cerosa de una larva de insecto eran utilizadas, hoy en día es usado únicamente el aceite de semilla de chía única, mezclada con pigmentos minerales o vegetales. La mayoría de laca de Guerrero se distingue por el uso de una técnica de «rayado» para la decoración, aunque también se hacen piezas con incrustaciones o con motivos pintados. La técnica de rayado tiene sus orígenes en piezas asiáticas traídas por el Galeón de Manila; sin embargo, la actual encarnación se hizo popular en el siglo XX. La técnica consiste en dos o más capas de laca de colores diferentes. Cuando se añade la nueva capa en la parte superior, se raspa con una herramienta parecida a una pluma antes de que seque para exponer el color por debajo de las áreas. Los diseños parecen ser en relieve. El color es generalmente sobre una base roja, blanca o negra. Los elementos que se barnizan hoy en día incluyen cajas, cofres, calabazas.

### Plata y otros metales

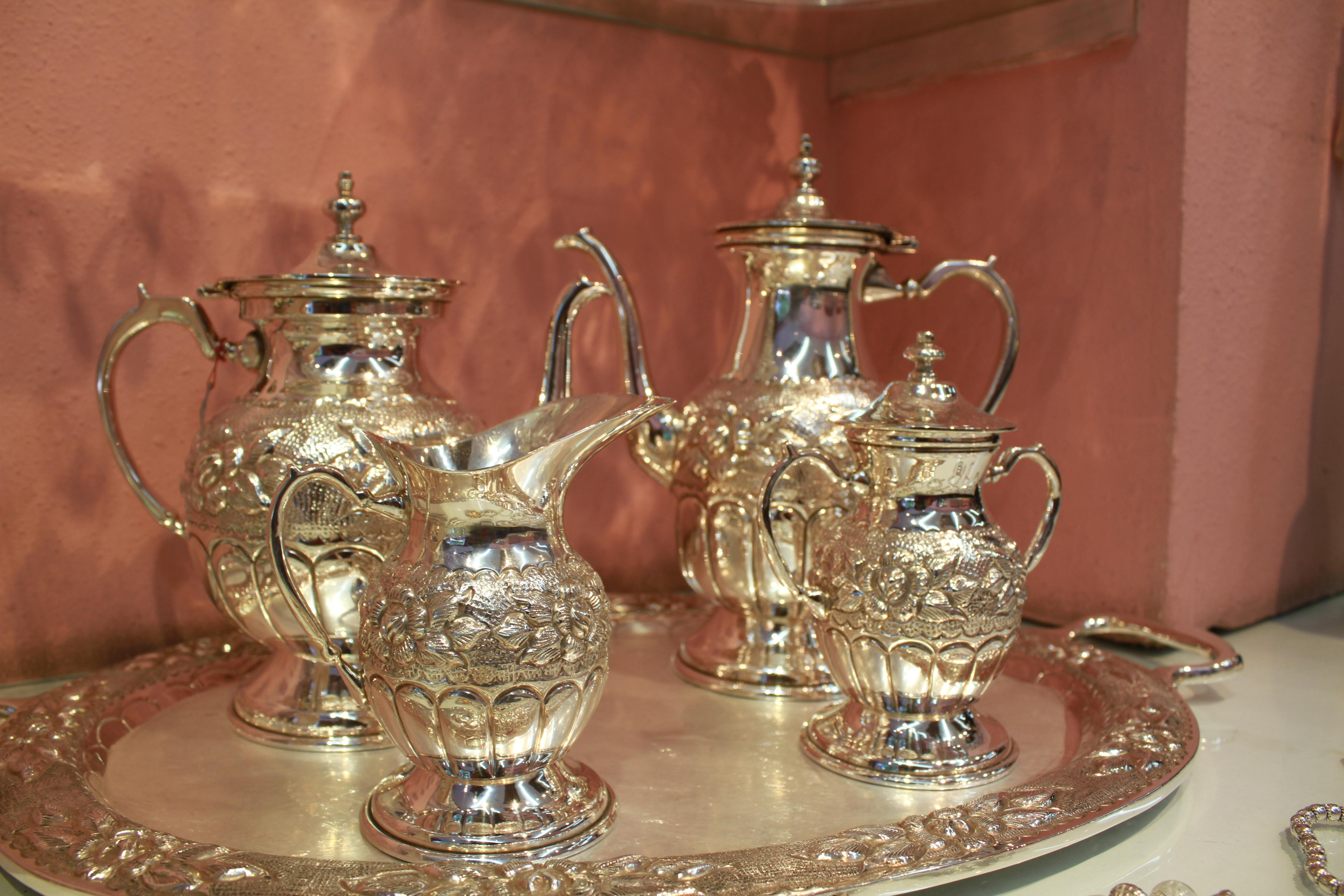
La plata de Taxco

El trabajo de la plata y el oro se remonta a la época prehispánica, cuando estos metales, en especial el oro, eran un elemento importante. Los metales se trabajaron en objetos decorativos y ceremoniales reservados para la nobleza y sacerdotes.
Hoy en día, la obra más conocida de este tipo son los objetos de plata, especialmente joyas, producidas en la localidad de Taxco, aproximadamente a tres horas de la Ciudad de México. Durante el período colonial, dicha zona era rica en plata, lo que hace a José de la Borda, en particular, un hombre rico. Sin embargo, las minas eventualmente secaron y el trabajo de este metal se fue hacia un viejo platero en 1931, cuando el estadounidense William Spratling llegó. Creyendo que la fabricación artesanal de plata debía ser hecha en donde el metal tenía su historia, Spratling convenció a dos jóvenes que se dedicaban al oro en Iguala para moverse a Taxco y así, ayudarle a abrir una tienda. También creía que el papel de los diseñadores, era «utilizar y dignificar» el material, que era un nuevo ideal para artesanos de la época. La tienda de Spratling no sólo fue un éxito, sino que atrajo aprendices que posteriormente abrieron sus propias tiendas, incluyendo artesanos importantes como Antonio Castillo y Antonio Pineda. Estas nuevas generaciones de plateros, han rescatado una técnica olvidada de la combinación de diferentes metales, que tiene un origen prehispánico, llamados «metales casados».
La artesanía sigue siendo importante en Taxco, pues es reconocida por el estado como una atracción turística, al igual que la Feria Nacional de la Plata y la competencia en la última semana de noviembre. La mayor parte de la producción de la ciudad es vendida a turistas, y llevada fuera de México. Uno de los retos de la industria de la plata ha sido el precio de la misma, que puede ser prohibitivo para su funcionamiento en tiendas pequeñas y familiares.
El oro se trabaja en diversos lugares como Iguala, Ciudad Altamirano, Cocuya de Catalán y Arcelia Ometepec, generalmente, transformado en diseños tradicionales de la época colonial. El tipo más común de oro utilizado es «Huetamo», producido en varias formas.
El trabajo de hierro y acero se lleva a cabo en lugares como Ayutla, Tixtla, Chilapa, Cualac, destacado principalmente por sus machetes. Los objetos de estaño se hacen en Tlacotepec, Tlalchipa y Cuetzala del Progreso.

### Tejido de hojas de palma/cestería
El trabajo en hojas de palma fue promovido en el estado por el fraile Juan Bautista de Moya a principios del período colonial. Hoy en día, es una de las artesanías más ubicuas y variadas del estado en parte debido a que la materia prima es abundante. Las frondas se trabajan en elementos utilizados tradicionalmente por la población de granjeros rurales, tales como en bolsas de diversos tipos, ventiladores, petates y sombreros. El más conocido de ellos es el estilo Tlapehuala, el nombre de uno de los pueblos que las hacen, tanto en variedad «regular» como fina. Sin embargo, algunos de estos productos también son vendidos a turistas, sobre todo cargando bolsas, sombreros y pequeños animales o figuras humanas.
Mucho del material crudo proviene regiones de montaña en comunidades como Atlixtac, Zapotitlán Tablas, Ahuacuotzingo y Copanatoyac. Aun así, no toda palma que trama los centros son donde las palmas crecen. Chilapa Y Zitlala también está notado para su wares. Tlapehuala, es sabido para el sombrero, el cual es también producido en Chilapa, pero la diferencia entre los sombreros de tlapehuala y los de chilapa es que los sombreros de tlapehuala son cosidos a mano a partir de un material elaborado llamado trenza de 7 ripios, y los sombreros de chilapa son cosidos a máquina, Zitlala, Zapotitlán Tablas, Tlapa y Copanatoyac.
Además de hojas de palma, la caña se trabaja en varias partes del estado para hacer cestas, juguetes, material para techos de casas, jaulas de pájaros y más. Las hojas de maíz se utilizan para hacer artículos de decoración, como flores artificiales, junto con juguetes.

### Cerámica

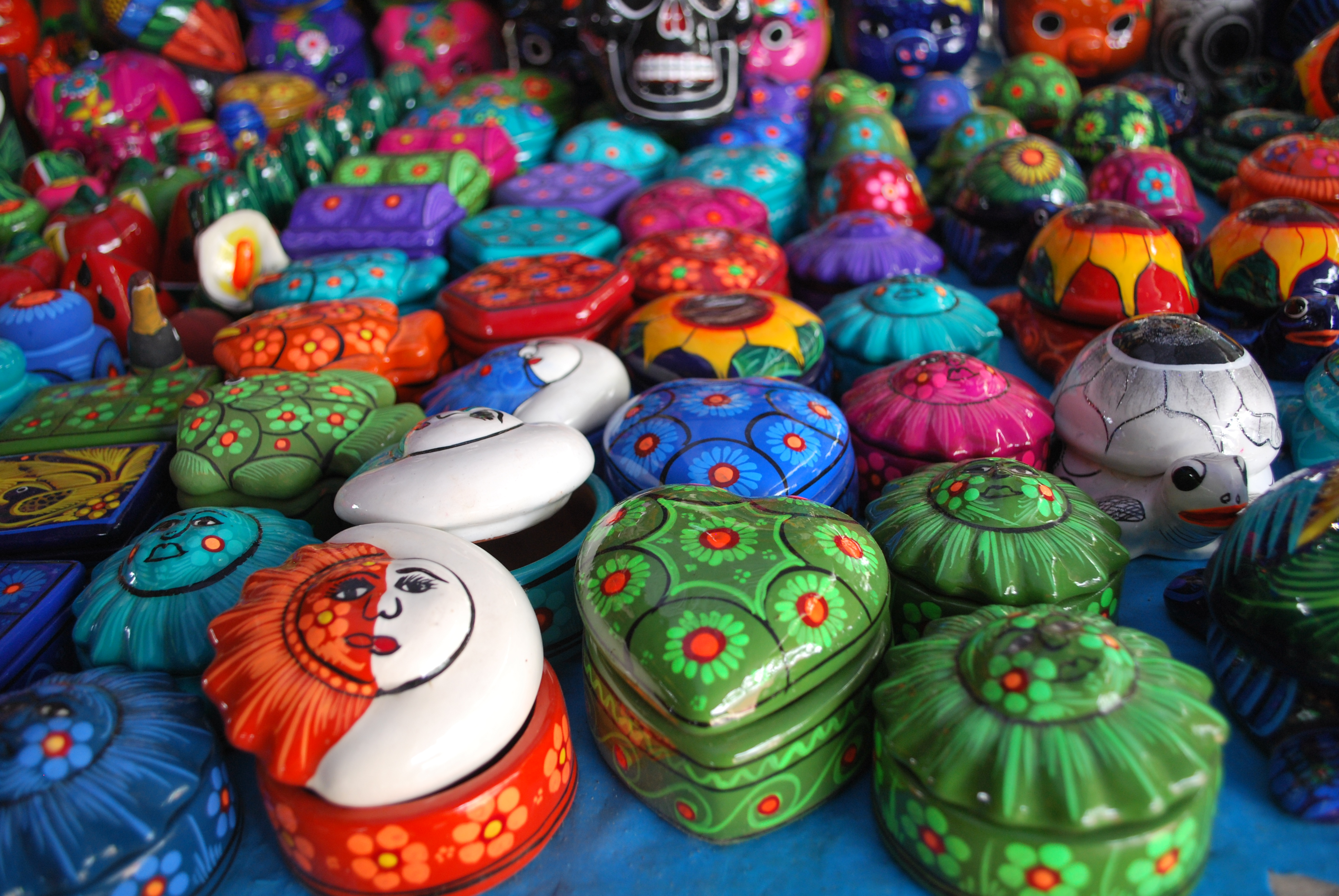
Piezas de cerámica en venta en un stand en la carretera entre la Ciudad de México y Acapulco

La creación de cerámica es una de las artesanías más antiguas del estado y es una de las más practicadas. Muchos son artículos utilitarios como enfriadores de agua, utensilios, platos, cuencos, candelabros y piezas decorativas como figuras humanas y de animales. También se hacen elementos religiosos como los nacimientos.< name="rincones"
Las técnicas de alfarería siguen siendo en su mayoría indígenas, incluida la práctica común de mezclar la fibra de algodón en la arcilla para hacerla más fuerte . El mejor trabajo proviene de la región central, en especial las ciudades de Zacualpan, Nuitzalpa, Atzacualoya, Tixtla, Zumpango de Neri y Huitzuco. A menudo, las piezas son pintadas de colores. Las comunidades cerámica tienden a especializarse. Por ejemplo, el barrio de San Juan, en Chilapa se especializa en motivos geográficos de cerámica vidriada y el pueblo de Acatlán se especializa en juguetes y figuras. Los alfareros de Ometepec se caracterizan por la creación de contenedores de almacenamiento de cántaros sin esmaltar, decoradas con líneas blancas y motivos florales .

### Trabajo de madera

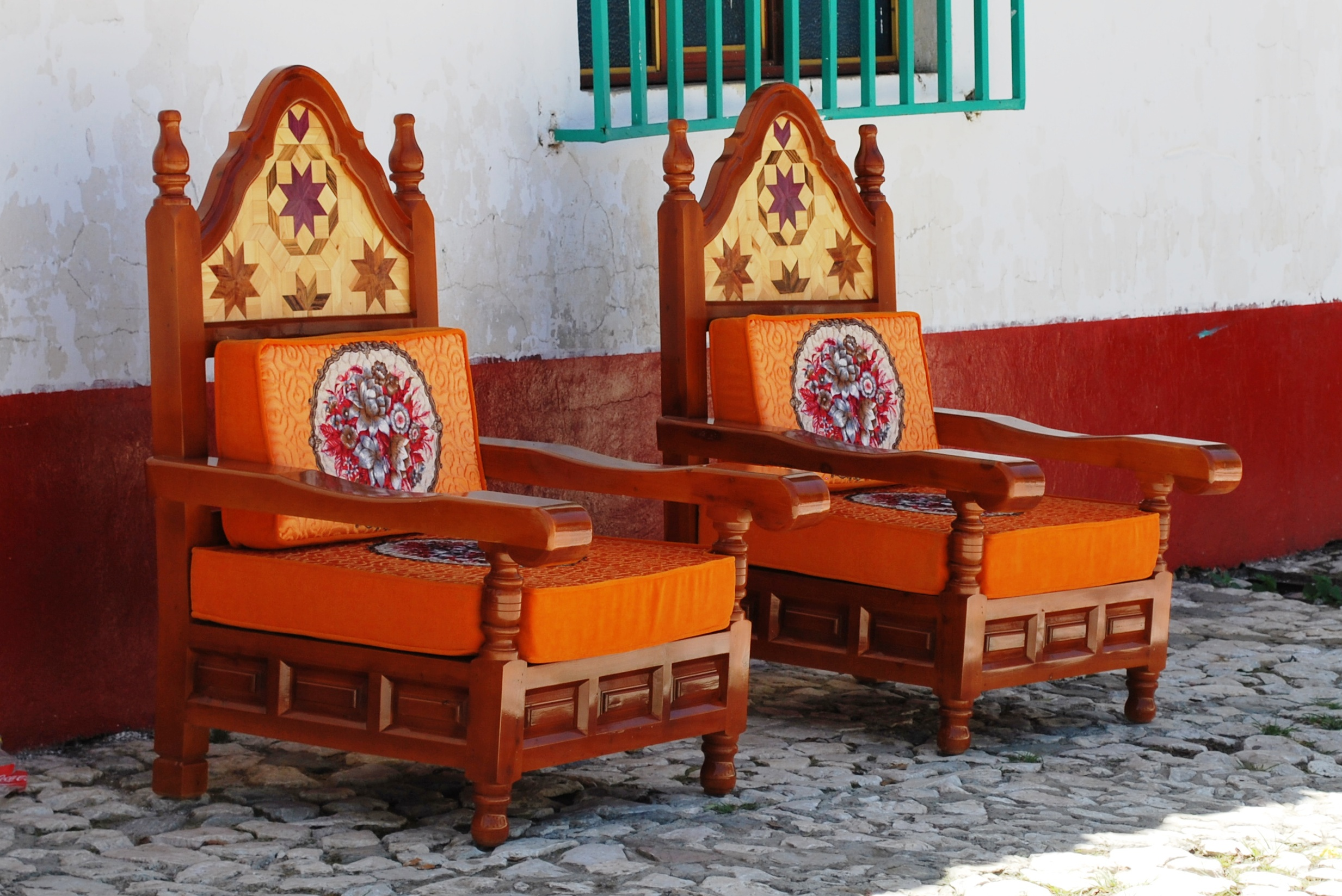
Sillas de parqué de madera en venta en Ixcateopan

La madera suele ser usada para hacer muebles, juguetes, casas, barcos y papel.
Los muebles de uso diario se hacen comúnmente alrededor del estado. En algunas áreas, se realizan reproducciones de muebles coloniales rústicos, como en Taxco y Ixcateopan. Estas piezas pueden tener componentes de cuero o fronda de palma, e incluir piezas realizadas en madera finas como el cedro. En Venta Vieja, en la carretera entre Iguala y Chilpancingo, se producen y venden salas y comedores junto con figuras de animales. Las áreas que producen muebles de mejor calidad, en general son Chilpancingo, Iguala, Teloloapan y Ciudad Altamirano. En Teloloapan, Chilapa y Ayahualulco, se hacen también máscaras y figuras de madera con liras y diversos instrumentos de juguete hechos en Paraíso y Tetipac.
En las comunidades productoras de hojas de palma como Olinalá, los carpinteros locales desarrollan cajas, botes y otros elementos para ser barnizados.

### Textiles

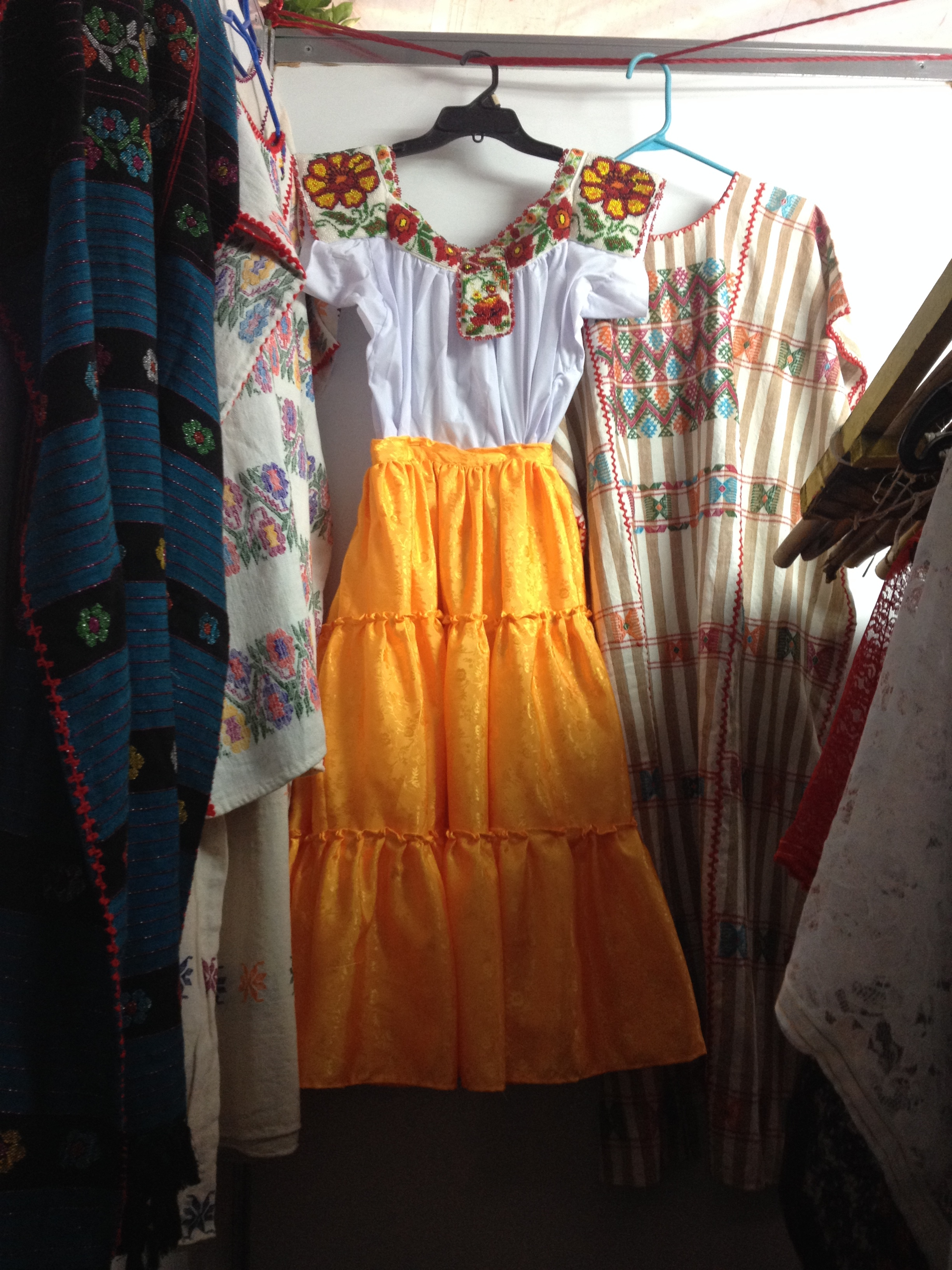
Blusa bordada y huipiles del estado

Los textiles en el estado se distinguen por tejidos y bordados tradicionales de sus pueblos indígenas, normalmente bordados en artículos de ropa, manteles, servilletas y otras mercancías.
Muchas mujeres mixtecas, amuzgos y nahuas todavía usan la vestimenta tradicional, a menudo hechas con tela tejida a mano, con producto terminado bordado a mano. Las principales comunidades de esta actividad incluyen Tlacoachistlahuaca, Xochistlahuaca, Yoloxochily, Huahuetónoc y Acatlán (municipio de Chilapa). Ambos diseños de tejidos y de bordado pueden servir para adornar artículos tales como blusas, camisas, pantalones y túnicas. La prenda de ropa indígena más distintiva es el huipil (una especie de blusa suelta o vestido), que es producido por varias culturas, como la mixteca, tlapaneca y amuzgo. Telares de cintura se utilizan en las comunidades mixtecas y tlapanecas para producir sarapes y gabanes (una especie de abrigo) que son teñidos con tintes naturales o comerciales en diseños contrastantes. Los mejores sarapes son hechos en Amoltepec y los mejores gabanes son hechos en Malinaltepec. Otra prenda distintiva es el enredo náhuatl (una especie de cinturón de abrigo), hecha de algodón teñido de azul con tres rayas blancas, sobre las que hay bordados de motivos humanos, animales, religiosos y florales. La comunidad más conocida para la realización de este trabajo es Acatlán.
En Zitlala y Acatlán, las mujeres cosen vestidos tradicionales, blusas y faldas, todo bajo el bordado. En Ometepec se crean blusas blancas bordadas con lentejuelas, con diseños que representan animales fantásticos, la vegetación, los patrones geométricos e incluso personas. Los rebozos todavía se tejen en este estado, sin embargo, están desapareciendo. Chilapa aún produce algunos de ellos.
Otro el elemento popular hecho para los turistas son elementos de ropa, los cuales no son auténticos pero poseen elementos cortados o decoración de la vestimenta indígena.

### Otras artesanías
Piedras preciosas y semipreciosas son trabajadas, a menudo con motivos prehispánicos en locaciones como Taxco, Chilpancingo, Ixcateopan y Buena Vista de Cuéllar. Existen varios tipos de joyas producidas en Acatlán y Chilapa dentro de talleres familiares. Un artículo en particular son broches en una gran variedad de colores y materiales. Diversos tipos de joyas se producen con alambre de oro fino en la Ciudad Altamirano.
La peletería se encuentra en San Jerónimo (Costa Grande); Chilpancingo, Tixtla y Quechultenango en el centro del estado; Arcelia y Coyuca de Catalán, en la Tierra Caliente; y Buena Vista de Cuéllar, cuyo trabajo ha sido reconocido en concursos nacionales. El trabajo de hoja en el estado, incluye el ganado vacuno, porcino y pieles de cabra para hacer zapatos, chaquetas, abrigos , bolsas, fundas, cinturones, carteras y mucho más.
Patricio Ocampo Giles de San Martín Pachivia utiliza cráneos de animales entre otros huesos para crear un arte único. Utilizando huesos de animales de granja como vacas, ovejas y cabras como una base, crea máscaras y otras imágenes de hombres viejos, brujas, chamanes y más; cubriendo la base con arcilla. Si bien, este arte tiene influencia de la época prehispánica, las obras son puramente decorativas, no religiosas.
Las zonas costeras hacen una serie de artesanías, especialmente como recuerdos para turistas. Muchas de ellas están hechas a base de conchas marinas, con el arte y calidad muy limitada. Lo mismo sucede con artículos hechos con cáscaras de coco, especialmente en la región de la Costa Grande. Sin embargo, hay un artesano, Gilberto Abarca Galeana, que ha llevado este trabajo a un nivel superior. Se destaca por su creatividad y sus artesanías al crear máscaras, joyas, tortilleros, marcos de fotografía, llaveros y más. Las hamacas se hacen sobre todo en las comunidades costeras como Pénjamo, entre Acapulco y Zihuatanejo, tanto para ventas locales como ventas turísticas.